# Биектауское сельское поселение
Биектауское се́льское поселе́ние — муниципальное образование в Рыбно-Слободском районе Татарстана Российской Федерации.
Административный центр — село Биектау.

## История
Статус и границы сельского поселения установлены Законом Республики Татарстан от 31 января 2005 года № 37-ЗРТ «Об установлении границ территорий и статусе муниципального образования „Рыбно-Слободский муниципальный район“ и муниципальных образований в его составе».

## Население
| 2010  | 2011  | 2012  | 2013  | 2014  | 2015  | 2016  |
| ----- | ----- | ----- | ----- | ----- | ----- | ----- |
| 1242  | ↘1235 | ↘1221 | ↗1231 | ↘1228 | ↘1203 | ↘1174 |
| 2017  | 2018  |       |       |       |       |       |
| ↘1160 | ↘1146 |       |       |       |       |       |

## Состав сельского поселения
| № | Населённый пункт  | Тип населённого пункта       | Население |
| - | ----------------- | ---------------------------- | --------- |
| 1 | Биектау           | село, административный центр |           |
| 2 | Околоток-Янгасала | село                         |           |
| 3 | Урняк             | посёлок                      |           |
| 4 | Челны-Баш         | деревня                      |           |
| 5 | Янавыл            | деревня                      |           |